# PowerBook 5300

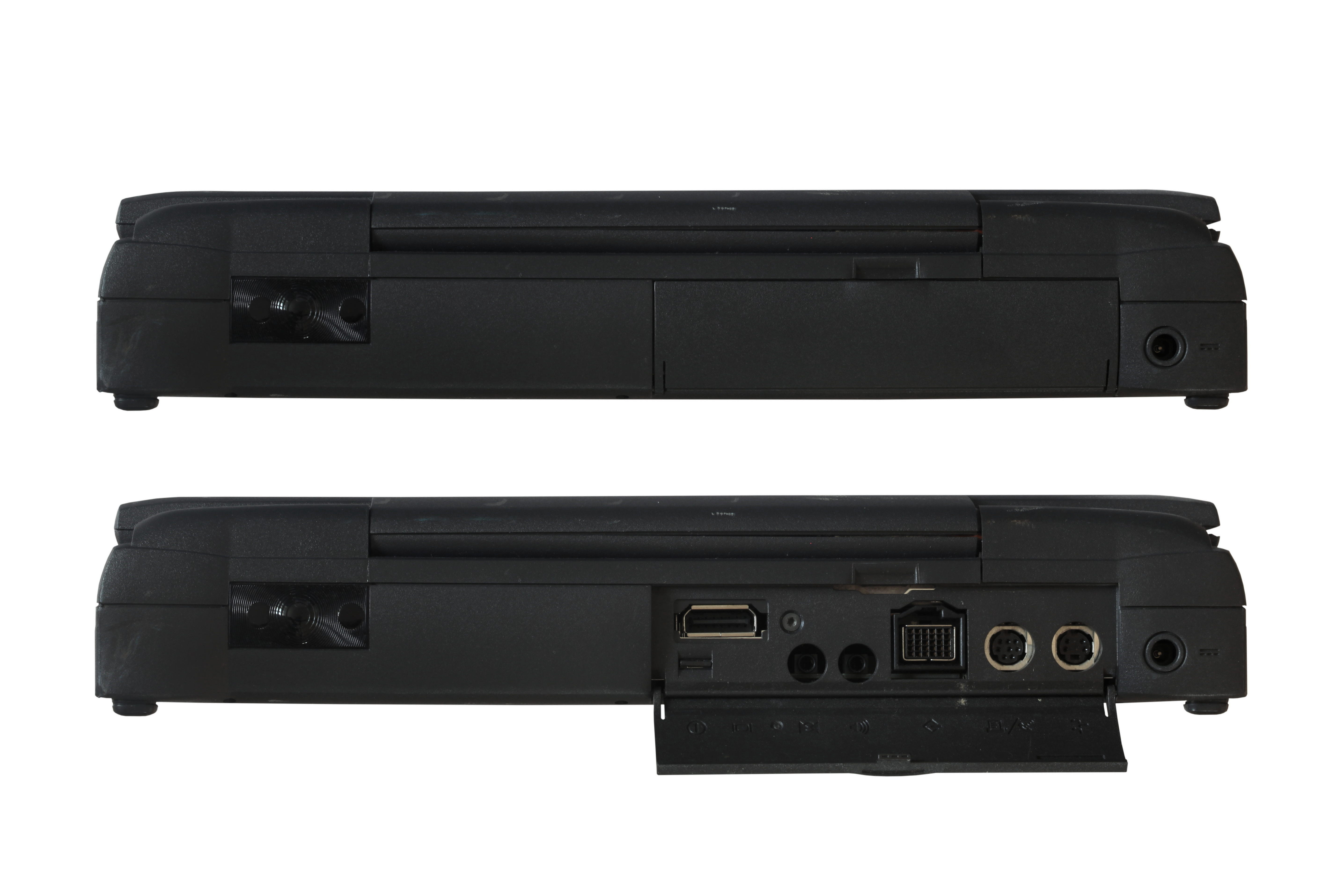
PowerBook 5300cs, achteraanzicht met de connectoren achter een klepje (rechts) en de infraroodcommunicatiepoort (links)

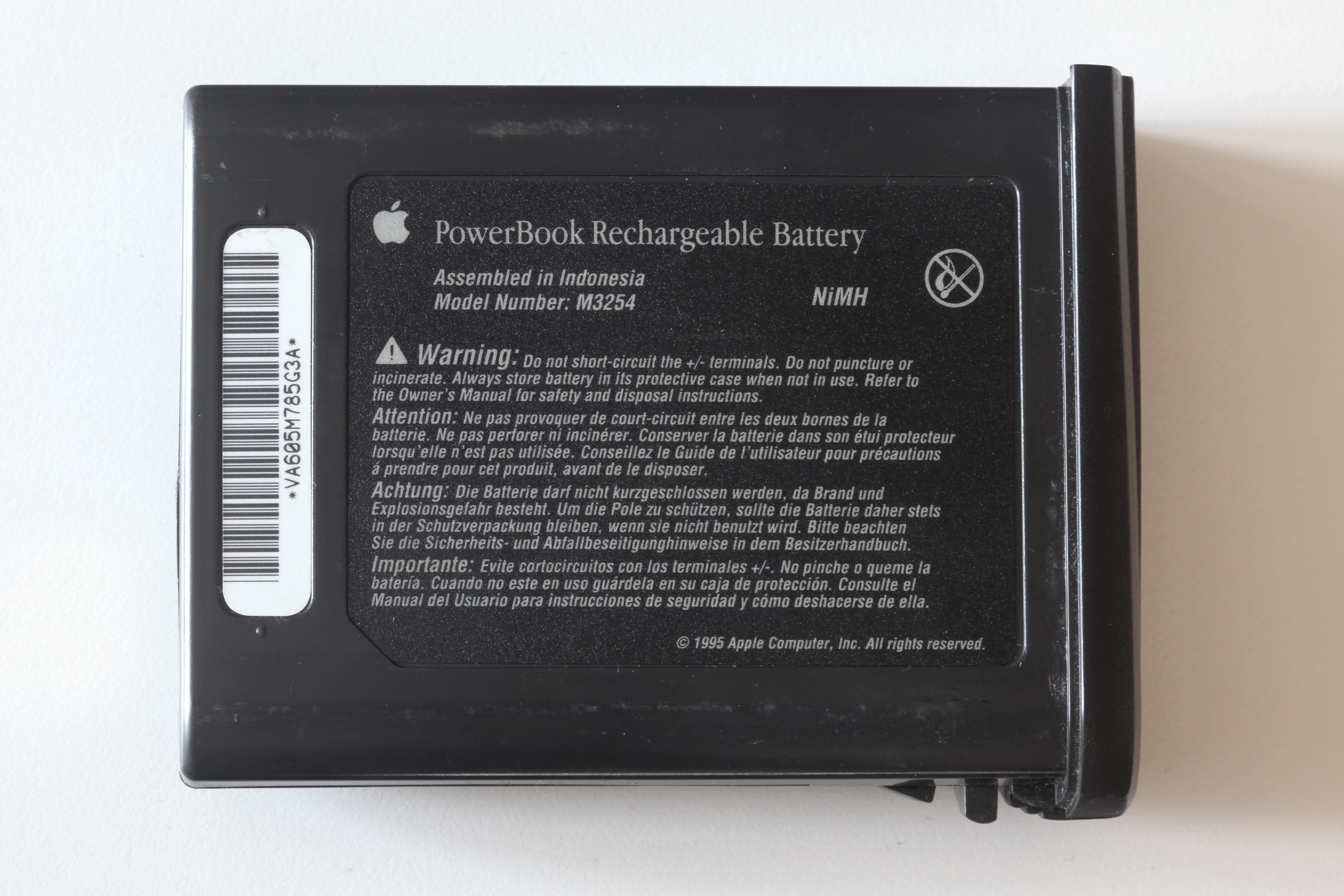
Batterij van een PowerBook 5300cs

De PowerBook 5300 is de eerste generatie PowerBook-laptops van de Amerikaanse fabrikant Apple op basis van de PowerPC-processor. De 5300 werd aangeboden van augustus 1995 tot augustus 1996 en hoewel het een aanzienlijke vooruitgang was ten opzichte van eerdere Macintosh laptops, had de 5300 te kampen met een aantal ontwerpfouten en productieproblemen die ertoe hebben geleid dat de laptop beschouwd wordt als een van de slechtste Apple-producten aller tijden.

## Ontwerp
De PowerBook 5300 was de eerste laptop van Apple met hot-swappable uitbreidingsmodules (voor bijvoorbeeld Zip-drives), PC Card-sleuven en een infraroodcommunicatiepoort.  Net als bij de meeste andere Macintosh-laptops uit die tijd waren SCSI-, seriële en ADB-poorten standaard aanwezig. Er was ook een intern uitbreidingsslot beschikbaar voor het installeren van een verscheidenheid aan modules, waaronder Ethernet- en videokaarten om een tweede monitor aan te sturen in mirroring- of dual-screen-mode.

## Specificaties
De 5300-serie bestaat uit vier modellen, gaande van het instapmodel 5300 met een passief matrix LCD-scherm met 4-bit grijstinten tot het 5300ce topmodel met een actief matrix LCD-kleurenscherm:
| Model            | Scherm                                                               | CPU snelheid | Standaard RAM |
| ---------------- | -------------------------------------------------------------------- | ------------ | ------------- |
| PowerBook 5300   | 24,1 cm (9,5-inch) 640×480 passief matrix lcd-scherm met grijstinten | 100 MHz      | 8 MB          |
| PowerBook 5300cs | 26,4 cm (10,4-inch) 640×480 passief matrix lcd-kleurenscherm         | 100 MHz      | 8-16 MB       |
| PowerBook 5300c  | 26,4 cm (10,4-inch) 640×480 actief matrix lcd-kleurenscherm          | 100 MHz      | 8-16 MB       |
| PowerBook 5300ce | 26,4 cm (10,4-inch) 800×600 actief matrix lcd-kleurenscherm          | 117 MHz      | 32 MB         |

## Problemen
Om diverse redenen werd de PowerBook 5300-serie als een teleurstelling beschouwd. Problemen met gebarsten behuizingen en oververhitte batterijen leidden tot verschillende terugroepacties, terwijl sommige gebruikers eenvoudigweg niet onder de indruk waren van de specificaties van de machine en de matige prestaties ervan. Destijds beschouwden de media de problemen met de PowerBook 5300-serie als het zoveelste voorbeeld van de achteruitgang van Apple in de jaren negentig.

### Behuizing
Sommige systemen zouden na intensief gebruik scharnierproblemen krijgen, zoals barsten van de scharnierafdekkingen en slijtage of scheuren van interne lintkabels, waardoor het scherm verticale lijnen vertoonde en soms volledig zwart werd. Dit probleem bestond ook bij eerdere Powerbook-modellen, met name bij de PowerBook 500-serie.

### Geen L2-cache
Hoewel de PowerPC 603e-processor voor die tijd relatief snel was, waren de prestaties in de 5300-serie veel minder spectaculair dan de CPU-frequentie deed vermoeden omdat deze machines geen Level 2-cache hadden.

### Uitbreidingsmogelijkheden
De verscheidenheid aan beschikbare uitbreidingsmodules was groot, maar vanwege de grootte en vorm van de computer was het niet mogelijk om een intern cd-rom-station in de beschikbare ruimte te plaatsen. Bovendien was de voeding niet robuust genoeg om alle mogelijke combinaties van uitbreidingsmodules en PCMCIA-kaarten aan te kunnen.

### Batterij
Enkele vroege productie-PowerBook 5300's vlogen in brand omdat de lithium-ionbatterijen van Sony tijdens het opladen oververhit waren geraakt. Apple riep de reeds verkochte 5300's terug en verving de batterijen van deze en alle daaropvolgende 5300's door nikkel-metaalhydridebatterijen, die slechts ongeveer 70% van de beloofde batterijduur leverden.
Ook het circuit dat het stroomverbruik regelt wanneer de laptop in slaapmode gebracht wordt bevatte een ontwerpfout, waardoor het zelf in slaapmode ging vooraleer het zijn taak volbracht had. Hierdoor bleef de computer in slaapmode te veel stroom verbruiken, wat een bijkomend negatief effect op de batterijduur veroorzaakte.

## Verwijzingen in populaire cultuur
De 5300 was in de jaren negentig in verschillende films te zien, waaronder Liar Liar (1997), Free Willy 3: The Rescue (1997), Home Alone 3 (1997), The Saint (1997), Volcano (1997), My Best Friend's Wedding (1997), Jingle All the Way (1996), Ransom (1996) en Independence Day (1996).
Uit productie: 1984: Macintosh 128K, Macintosh 512K · 1985: Macintosh XL · 1986: Macintosh Plus · 1987: Macintosh II, Macintosh SE · 1988: Macintosh IIx · 1989: Macintosh SE/30, Macintosh IIcx, Macintosh IIci, Macintosh Portable · 1990: Macintosh IIfx, Macintosh Classic, Macintosh IIsi, Macintosh LC serie · 1991: Macintosh Quadra 700, Macintosh Quadra 900, Apple PowerBook · Macintosh Classic II · 1992: Macintosh IIvx, Macintosh Quadra 950, PowerBook Duo, Macintosh Performa serie · 1993: Macintosh Centris serie, Macintosh Color Classic, Macintosh TV · Apple Workgroup Server · 1994: Power Macintosh · 1997: Power Macintosh G3, PowerBook G3, Twentieth Anniversary Macintosh · 1998: iMac · 1999: iBook, Power Mac G4 · 2000: Power Mac G4 Cube · 2001: PowerBook G4 · 2002: eMac, iMac G4 · 2003: Xserve, Power Mac G5 · 2004: iMac G5 · 2005: Mac mini · 2006: MacBook · 2015: MacBook (Retina) · 2017: iMac Pro

Huidige modellen: MacBook Air, MacBook Pro, iMac, Mac mini, Mac Studio, Mac Pro